# Computerworld
Computerworld (afgekort CW) is een Amerikaans computertijdschrift voor professionals op het gebied van informatietechnologie (IT) en bedrijfstechnologie dat uitgegeven wordt door Foundry, een dochteronderneming van IDG. Van juni 1967 tot juni 2014 verscheen er wekelijks een gedrukte versie. Sinds juli 2014 is Computerworld uitsluitend als digitaal tijdschrift beschikbaar.

## Geschiedenis
Computerworld werd opgericht door Patrick McGovern, het eerste nummer verscheen op 21 juni 1967. Als gedrukt weekblad was Computerworld in de jaren zeventig en tachtig het toonaangevende vakblad in de IT-industrie. Qua oplage en inkomsten was het een van de meest succesvolle vakbladen ooit. Eind jaren tachtig begon het zijn dominante positie te verliezen. In 1996 ging Computerworld van start met een website.
Computerworld brengt, specifiek voor IT- en bedrijfsmanagers, verslag uit over onderwerpen in informatietechnologie, opkomende technologieën en analyses van technologische trends. Het tijdschrift publiceert ook elk jaar verschillende opmerkelijke speciale rapporten, waaronder de "100 beste plekken om te werken in IT", de "IT salarisenquete", de "DATA+ Editors' Choice Awards" en het jaarlijkse Forecast-onderzoeksrapport.
In juni 2014 werd de gedrukte versie in de Verenigde Staten stopgezet en in juli 2014 startte de uitgever met het maandelijkse Computerworld Digital Magazine, een uitsluitend digitale publicatie. In 2017 publiceerde Computerworld een reeks artikels over de geschiedenis van het tijdschrift naar aanleiding van het vijftigjarig jubileum.
De huidige hoofdredacteur van Computerworld in de VS is Ken Mingis, die de leiding heeft over een kleine groep van redacteuren, schrijvers en freelancers die een verscheidenheid aan IT-onderwerpen voor ondernemingen behandelen.

## Internationale publicaties
De originele versie van Computerworld is gevestigd in Boston en wordt uitgegeven in de Verenigde Staten. Het "Computerworld"-merk wordt wereldwijd ook in 47 andere landen aangeboden, maar de naam en de frequentie van de publicaties kunnen verschillen. Zo was bijvoorbeeld in Zweden de benaming "Computerworld" al in gebruik door een andere uitgever, waardoor het tijdschrift er in 1983 verscheen als Computer Sweden. De Duitse versie van het tijdschrift heet Computerwoche, de Oostenrijkse versie Computerwelt. De lokale versie van Computerworld in elk land bevat eigen artikels en wordt onafhankelijk beheerd.